# Nuoto ai Giochi della XXVII Olimpiade - 200 metri dorso maschili

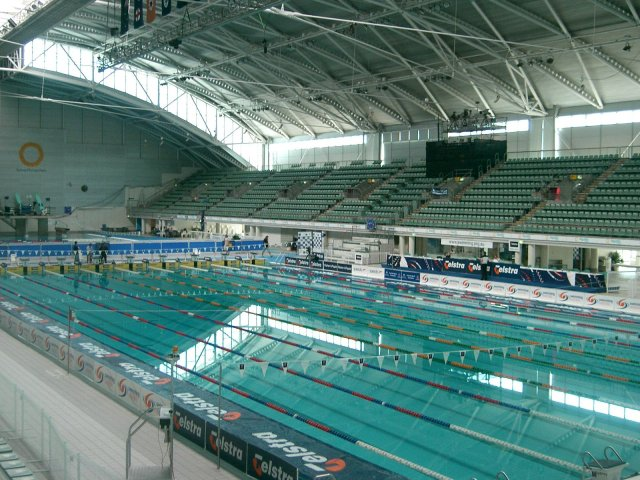
Sydney Olympic Park Aquatic Centre

Si sono svolte 6 batterie di qualificazione. I primi 16 atleti si sono qualificati per le semifinali.

## Batterie
20 settembre 2000

### 1ª batteria
| Posizione | Atleta            | Paese           | Tempo   |
| --------- | ----------------- | --------------- | ------- |
| 1         | Lik Sun Fong      | Hong Kong       | 2:05.47 |
| 2         | Andrei Mihailov   | Moldavia        | 2:06.67 |
| 3         | Ivan Angelov      | Bulgaria        | 2:07.30 |
| 4         | Guillermo Cabrera | Rep. Dominicana | 2:08.22 |
| 5         | Milos Cerovic     | Jugoslavia      | 2:09.07 |
| 6         | Aleksandr Egorov  | Kirghizistan    | 2:13.85 |

### 2ª batteria
| Posizione | Atleta             | Paese         | Tempo       |
| --------- | ------------------ | ------------- | ----------- |
| 1         | Neisser Bent       | Cuba          | 2:02.05     |
| 2         | Mario Carvalho     | Portogallo    | 2:03.82     |
| 3         | Eduardo Otero      | Argentina     | 2:05.51     |
| 4         | Torwai Sethsothorn | Thailandia    | 2:05.52     |
| 5         | Ahmed Hussein      | Egitto        | 2:06.10     |
| 6         | Gary Tan           | Singapore     | 2:06.32     |
| 7         | Lee Jong-Min       | Corea del Sud | 2:07.14     |
| -         | Simon Thirsk       | Sudafrica     | Non partito |

### 3ª batteria
| Posizione | Atleta               | Paese         | Tempo   |
| --------- | -------------------- | ------------- | ------- |
| 1         | Klaas-Erik Zwering   | Paesi Bassi   | 2:00.94 |
| 2         | Scott Talbot-Cameron | Nuova Zelanda | 2:01.53 |
| 3         | Blaz Medvesek        | Slovenia      | 2:01.67 |
| 4         | Markus Rogan         | Austria       | 2:02.84 |
| 5         | Alejandro Bermudez   | Colombia      | 2:03.43 |
| 6         | Miroslav Machovic    | Slovacchia    | 2:04.73 |
| 7         | Arunas Savickas      | Lituania      | 2:05.06 |
| 8         | Alex Lim             | Malaysia      | 2:08.23 |

### 4ª batteria
| Posizione | Atleta                | Paese    | Tempo   |
| --------- | --------------------- | -------- | ------- |
| 1         | Răzvan Florea         | Romania  | 1:59.79 |
| 2         | Örn Arnarson          | Islanda  | 1:59.80 |
| 3         | Gordan Kožulj         | Croazia  | 2:00.19 |
| 4         | Chris Renaud          | Canada   | 2:00.51 |
| 5         | Volodymyr Nikolaychuk | Ucraina  | 2:01.07 |
| 5         | Leonardo Costa        | Brasile  | 2:01.08 |
| 7         | Fu Yong               | Cina     | 2:02.70 |
| -         | Viktor Bodrogi        | Ungheria | SQ      |

### 5ª batteria
| Posizione | Atleta            | Paese       | Tempo   |
| --------- | ----------------- | ----------- | ------- |
| 1         | Aaron Peirsol     | Stati Uniti | 1:59.10 |
| 2         | Emanuele Merisi   | Italia      | 1:59.52 |
| 3         | Rogério Romero    | Brasile     | 2:00.48 |
| 4         | Marko Strahija    | Croazia     | 2:00.72 |
| 5         | Yoav Gath         | Israele     | 2:00.80 |
| 6         | Simon Dufour      | Francia     | 2:01.09 |
| 7         | Mirko Mazzari     | Italia      | 2:02.13 |
| 8         | Guillermo Mediano | Spagna      | 2:03.45 |

### 6ª batteria
| Posizione | Atleta              | Paese       | Tempo   |
| --------- | ------------------- | ----------- | ------- |
| 1         | Lenny Krayzelburg   | Stati Uniti | 1:58.40 |
| 2         | Cameron Delaney     | Australia   | 1:59.61 |
| 3         | Matthew Welsh       | Australia   | 1:59.76 |
| 4         | Serguei Ostaptchouk | Russia      | 2:00.17 |
| 5         | Adam Ruckwood       | Regno Unito | 2:01.11 |
| 6         | Simon Militis       | Regno Unito | 2:01.20 |
| 7         | Dustin Hersee       | Canada      | 2:01.34 |
| 8         | Ralf Braun          | Germania    | 2:01.35 |

## Semifinali
20 settembre 2000

### 1° semifinale
| Posizione | Atleta              | Paese       | Tempo   |
| --------- | ------------------- | ----------- | ------- |
| 1         | Aaron Peirsol       | Stati Uniti | 1:58.54 |
| 2         | Matthew Welsh       | Australia   | 1:58.57 |
| 3         | Örn Arnarson        | Islanda     | 1:58.99 |
| 4         | Rogério Romero      | Brasile     | 1:59.69 |
| 5         | Marko Strahija      | Croazia     | 1:59.85 |
| 5         | Klaas-Erik Zwering  | Paesi Bassi | 2:00.06 |
| 7         | Serguei Ostaptchouk | Russia      | 2:00.47 |
| 8         | Leonardo Costa      | Brasile     | 2:02.26 |

### 2° Semifinale
| Posizione | Atleta                | Paese       | Tempo   |
| --------- | --------------------- | ----------- | ------- |
| 1         | Lenny Krayzelburg     | Stati Uniti | 1:57.27 |
| 2         | Răzvan Florea         | Romania     | 1:59.44 |
| 3         | Gordan Kožulj         | Croazia     | 1:59.56 |
| 4         | Emanuele Merisi       | Italia      | 1:59.78 |
| 5         | Cameron Delaney       | Australia   | 2:00.39 |
| 6         | Chris Renaud          | Canada      | 2:01.19 |
| 7         | Volodymyr Nikolaychuk | Ucraina     | 2:02.27 |
| 8         | Yoav Gath             | Israele     | 2:03.80 |

## Finale
21 settembre 2000
| Posizione | Atleta            | Paese       | Tempo   |
| --------- | ----------------- | ----------- | ------- |
|           | Lenny Krayzelburg | Stati Uniti | 1:56.76 |
|           | Aaron Peirsol     | Stati Uniti | 1:57.35 |
|           | Matthew Welsh     | Australia   | 1:57.59 |
| 4         | Örn Arnarson      | Islanda     | 1:59.00 |
| 5         | Emanuele Merisi   | Italia      | 1:59.01 |
| 6         | Răzvan Florea     | Romania     | 1:59.05 |
| 7         | Rogério Romero    | Brasile     | 1:59.27 |
| 8         | Gordan Kožulj     | Croazia     | 1:59.38 |